# شهناز خلیلی ایرندگانی
شهناز خلیلی‌ایرندگانی هنرمند سوزن‌دوز اهل ایران بود. وی از بازماندگان عصر طلایی سوزن‌دوزی سیستان و بلوچستان بود. او در کنار زرخاتون عظیمی ایرندگانی و مهتاب نوروزی، از چهره‌های شناخته شده به‌شمار می‌رود که هنر سوزن‌دوزی بلوچ را به دنیا معرفی کردند. شهناز ایرندگانی ۶۰ سال از عمر خود را صرف هنر سوزن‌دوزی کرد.

## زندگی‌نامه
این هنرمند در کنار زرخاتون عظیمی ایرندگانی و مهتاب نوروزی از چهره‌های برجسته باقی‌مانده از عصر طلایی هنر سوزن‌دوزی سیستان و بلوچستان در دهه ۵۰–۱۳۴۰ خورشیدی به‌شمار می‌رفت که لباس سوزن‌دوزی شده فرح پهلوی را در جشن‌های دو هزار و پانصد ساله کار کردند.
توجه فرح پهلوی به هنر بومی مناطق مختلف ایران در دهه پنجاه و پوشیدن لباس‌های بومی و سنتی در مراسم تشریفاتی و دیپلماتیک، هنرهای بومی و بخصوص هنر سوزن‌دوزی بلوچ را وارد عصری طلایی کرد.
با این وجود از هنر این هنرمندان برای زنده نگه‌داشتن هنر سوزن‌دوزی، رونق اقتصادی پوشاک و صنعت مد، بهره گرفته نشد.
تلاشی جامع و در خور برای انتقال هنر بی‌بدیل آنها به نسل بعدی صورت نگرفت و آنها که بی‌دریغ در پی جان دادن به این هنر فراموش‌شده بودند، یکی پس از دیگری رفتند بدون آنکه جانشینی برای آنها آموزش دیده باشد.
لباس‌های رویال و سلطنتی هنر دست این اساتید سوزن‌دوزی، در موزه پوشاک سلطنتی در معرض بازدید عموم قرار دارد.
این بانوی هنرمند بلوچ از سال ۱۳۵۸ تا سال ۱۳۷۷ با سازمان صنایع دستی سیستان و بلوچستان به عنوان استاد کار در این استان همکاری داشته‌است.
باوجود بیش از هفتاد سال فعالیت هنری، برای برخورداری از بیمه بازنشستگی و تأمین اجتماعی، پنج سال درگیر پیچ و خم‌های سیستم اداری بود.

## درگذشت
شهناز خلیلی ایرندگانی سرانجام در روز ۲۸ شهریورماه ۱۳۹۶ درگذشت و روز چهارشنبه، ۳۰ شهریور پیکر وی در روستای واردان ایرندگان به خاک سپرده شد.